# Volkstaal (moedertaal)
De volkstaal is de taal van het eigen volk, in tegenstelling tot een vreemde taal — wellicht een vreemde taal die naast die volkstaal veel wordt gebruikt.
Een volkstaal is een zelfstandige, complete taal met een geheel eigen taalsystematiek. Bijvoorbeeld: de Statenbijbel verschilt van de Vulgaat doordat de laatste in het Latijn, de eerste in de volkstaal is geschreven — in dit geval in het Nederlands.

## Verwante begrippen
Met het begrip volkstaal — in deze betekenis — tonen overeenkomst de begrippen landstaal en cultuurtaal.
- Landstaal, "de taal van het land", is weliswaar een ietwat misleidende term, die ten onrechte de indruk kan wekken dat taalgrenzen samenvallen met landsgrenzen. Dat dit niet juist is, is iedere Nederlandstalige Belg, Nederlander en Surinamer duidelijk. Het Nederlands is een supranationale taal: het overstijgt de landsgrenzen.
Toch is het begrip landstaal zinvol. Het maakt onderscheid
  - tussen de eigen (supra)nationale taal en de vreemde taal (dus net zoals volkstaal dat doet)
  - tussen de (supra)nationale taal en de streektalen.
Deze streektalen herbergen vaak vele elementen die specifiek zijn voor het dialect, of die afwijken van de standaardtaal. Ook deze elementen worden wel "volkstaal" genoemd (zie Volkstaal (register)), en zo kan dus verwarring ontstaan: bedoelen we met volkstaal nu "taal van het land" of "afwijkende taal, bij het volk gebruikelijk"? Gebruik van het woord landstaal voorkomt die verwarring.
- Cultuurtaal is evenmin een geheel eenduidige term; hij kan de onjuiste indruk wekken dat de cultuur alleen in de standaardtaal tot uitdrukking komt.
Maar de term is bruikbaar om onderscheid te maken tussen (supra)nationale taal en streektalen, net zoals landstaal dat doet. Anders dan landstaal, perkt het woord cultuurtaal die nationale taal weer niet af van vreemde talen.

## Emancipatie

### West-Europa
In het moderne West-Europa heeft een emancipatie van de volkstalen plaatsgevonden. Toen in de Renaissance de klassieken werden herontdekt, waren de voertalen waarin de klassieke en de nieuwe geleerdheid werden overgedragen, het Latijn en in mindere mate het Grieks. Taal- en vooral grammaticaonderricht werd gemodelleerd naar de taalregels van deze standaardtalen. Daardoor werden in de volkstalen bijvoorbeeld naamvallen verondersteld, waar die helemaal niet aanwezig waren; het Latijn had die, dus moesten ook het Engels of het Frans ze hebben. De eerste grammatica van het Spaans (1492) leek sterk op een Latijnse grammatica van dezelfde auteur, Antonio de Nebrija.
Maar rond dezelfde tijd, dus aan het einde van de Middeleeuwen, werd veel literair werk al in de volkstaal geschreven. Met het ontstaan van de moderne taalwetenschap, vanaf de zestiende eeuw, en met de ontdekking van steeds meer talen, nam het inzicht toe dat er een grote verscheidenheid aan talen bestond. Vreemde talen en volkstalen werden steeds meer als opzichzelfstaande studieobjecten beschouwd, al brak dit inzicht pas in de negentiende eeuw ten volle door.

### Voormalige koloniën
Een vergelijkbare ontwikkeling lieten na de Tweede Wereldoorlog de zelfstandig wordende koloniën van Europese mogendheden zien. Was in Indonesië het Maleis tot dusver vooral een lingua franca geweest, terwijl het Nederlands de taal van de maatschappelijke bovenlaag was, deze volkstaal werd nu een nationale taal in een van haar vormen: de Bahasa Indonesia. Deze ontwikkeling was overigens al decennia eerder in gang gezet. 
In de Filipijnen vond een vergelijkbare aflossing van de wacht plaats. In de negentiende eeuw was het Spaans er de taal van de bovenklasse geweest, in de twintigste was dat het (Amerikaans) Engels, maar na de Tweede Wereldoorlog werd het Tagalog, de taal van onder meer de hoofdstad Manilla en omstreken, de nationale taal.

## Ontbreken van emancipatie

### Niet-dominante volkstalen
"Nationale taal" is overigens een ander begrip dan "volkstaal". In Indonesië worden honderden volkstalen gesproken, van het Atjees tot de volstrekt onverwante talen van Papoea. Het eilandenrijk van de Filipijnen kent eveneens een groot aantal talen; de situatie wordt daar voor de taalgebruiker zelf soms onoverzichtelijk: zij heeft gebrekkig Tagalog geleerd, spreekt zelf een volkstaal, maar haar man, die uit een iets andere streek komt, is een andere taal gewoon, en zijn familie gebruikt weer andere. Al deze sprekers gebruiken dagelijks een volkstaal, terwijl zij de dominante volkstaal (de nationale taal) niet, gebrekkig, of als tweede taal beheersen.

### Volkstaal en dominante importtaal
Niet altijd wordt, bij verzelfstandiging van een natie, een van de volkstalen dominant. In Nieuw-Zeeland voert het Maori een achterhoedegevecht tegen het Engels; in vele landen van Latijns-Amerika is na hun onafhankelijkheid het Spaans overheersend gebleven.